# James Alabi
James Alabi (8 november 1994) is een voetballer die als spits speelt voor Leyton Orient.
Verder heeft Alabi o.a. gespeeld voor Stoke City, Scunthorpe United, Mansfield Town, Forest Green Rovers, Accrington Stanley, Ipswich Town, Grimsby Town, Chester and Tranmere Rovers.

## Carrière
Alabi  werd geboren in London Borough of Southwark en begon zijn carrière bij Stoke city voordat hij naar de Schotse club Celtic verhuisde. Na een seizoen bij Lennoxtown verhuisde hij terug naar Stoke City voor. Na het zien van hem in opleiding vergeleek Irons manager Brian Laws hem als een 'technisch betere' versie van John Gayle. Hij debuteerde op 23 februari tegen Hartlepool United bij Glanford Park en Kwam in de 67e minuut in het veld. Hij bleef Glanford Park voor de rest van het seizoen trouw , speelde in negen wedstrijden omdat ze degradatie niet konden voorkomen.